# Kanton Issoudun
 Issoudun  is een kanton van het Franse departement Indre. Het kanton maakt deel uit van het arrondissement  Issoudun.    

In 2020 telde het 13.536 inwoners.

Het kanton werd gevormd ingevolge het decreet van 18 februari 2014 met uitwerking op 22 maart 2015 met Issoudun als hoofdplaats. 

## Gemeenten
Het kanton omvat volgende 6 gemeenten:
- Les Bordes
- Chouday
- Issoudun
- Migny
- Saint-Georges-sur-Arnon
- Ségry